# Course Hero
Course Hero é uma empresa americana de tecnologia educacional sediada em Redwood City na Califórnia que opera uma plataforma de aprendizagem on-line para alunos acessarem recursos de estudo específicos do curso e tutores on-line.
É necessária uma assinatura ou contribuição de conteúdo para que os alunos possam utilizar a plataforma. 
A plataforma de aprendizagem colaborativa contém problemas práticos, guias de estudo, infográficos, notas de aula, explicações passo a passo, ensaios, relatórios de laboratório, vídeos, perguntas enviadas por usuários combinadas com respostas de tutores e materiais originais criados e enviados por educadores. Os usuários compram uma assinatura ou carregam documentos originais para receber desbloqueios que são usados para visualizar e baixar documentos completos do Course Hero. 

## História
O Course Hero foi fundado por Andrew Grauer na Universidade Cornell em 2006 para que estudantes universitários compartilhassem palestras, notas de aula, exames e tarefas. 
Em novembro de 2014, a empresa levantou US$ 15 milhões em Financiamento Série A, com investidores que incluíam GSV Capital e IDG Capital. Os investidores semente SV Angel e Maveron também participaram.  Em fevereiro de 2020, a empresa levantou mais US$ 10 milhões em Financiamento Série B, avaliando a empresa em mais de US$ 1 bilhão. A rodada Série B foi liderada pela NewView Capital, cujo fundador e sócio-gerente, Ravi Viswanathan, se juntou ao conselho de diretores da Course Hero. A NewView Capital também contribuiu com 30 milhões de dólares no que é conhecido como oferta pública de aquisição de ações por funcionários, um processo pelo qual a NewView comprou ações da empresa diretamente dos funcionários da Course Hero. 
A Course Hero adquiriu o Symbolab, um solucionador de problemas de matemática, em outubro de 2020, e o LitCharts, um recurso de guia de literatura, em junho de 2021. Os termos dessas aquisições não foram divulgados.  
Em 21 de agosto de 2021, a Course Hero publicou um anúncio informando que havia adquirido o QuillBot,  um software desenvolvido em 2017 que usa inteligência artificial para reescrever e paráfrasear textos.    
Em dezembro de 2021, a empresa recebeu uma Série C de US$ 380 milhões com uma avaliação de US$ 3,6 bilhões. Este financiamento foi liderado pela Wellington Management e incluiu investidores como a Sequoia Capital Global Equities, a OMERS growth equity e a D1 Capital Partners. 

## Controvérsias
Os assinantes podem baixar artigos completos enviados por alunos anteriores e enviá-los como se fossem seus próprios trabalhos. Além disso, o site permite que os alunos enviem tarefas de casa e obtenham soluções de trabalho concluídas dos trabalhadores contratados pelo site: um negócio de 'fábrica de ensaios'. Os usuários que enviam conteúdo podem usar o site gratuitamente, enquanto outros pagam uma taxa. 

### Preocupações com direitos autorais
Os documentos enviados para venda são frequentemente propriedade intelectual de membros do corpo docente, não dos alunos que os publicam/vendem. A Política de Uso do Course Hero afirma que os usuários devem ser autorizados a postar o arquivo, no entanto, o Course Hero não verifica isso nem notifica os detentores dos direitos autorais antes que os envios sejam enviados. Esses arquivos incluem exames e suas chaves, questionários e suas chaves, guias de estudo escritos por instrutores.  Alguns artigos incluem textos copiados da Wikipédia, enquanto outros são simplesmente cópias de artigos da Wikipédia.
Para proteger os direitos dos detentores dos direitos autorais, o Course Hero deve remover o conteúdo infrator de acordo com a Lei de Direitos Autorais do Milênio Digital após receber uma notificação de remoção do detentor dos direitos autorais.  A Universidade da Califórnia fornece orientação aos instrutores sobre a linguagem a ser incluída nos materiais do curso que podem impedir o upload para o Course Hero, bem como linguagem para afirmar direitos autorais e desencorajar os alunos de fazer upload. 
No entanto, o processo para remover material protegido por direitos autorais é oneroso e desencoraja as pessoas de prosseguir com tais reivindicações. Segundo alguns, o grande volume de material mantido pelo Course Hero torna improvável a possibilidade de solicitações de remoção, já que os professores devem enviar uma longa solicitação para cada documento individual carregado. [carece de fontes?]
Em março de 2022, um professor assistente de negócios na Chapman University processou alunos por postarem partes de seus exames intermediários e finais no Course Hero.  
O corpo docente da Universidade Embry-Riddle desenvolveu uma ferramenta de busca chamada CourseVillain, que pesquisa no Course Hero documentos e outros artefatos originários dos cursos de sua própria universidade. Foram identificados mais de 200.000 artefatos desse tipo. A ferramenta preenche automaticamente e parcialmente os documentos de solicitação de remoção, para ajudar a equipe da universidade a solicitar ao Course Hero que remova seu próprio trabalho do site. 

### Informações pessoais e sensíveis
Os trabalhos dos alunos enviados ao Course Hero às vezes contêm informações pessoais ou confidenciais, que podem ser compartilhadas com outros usuários do site. No entanto, quando os usuários se registram no Course Hero, eles concedem à empresa uma licença perpétua para usar o material carregado. 